# 스베르케르 요한손
스베르케르 요한손(Sverker Johansson)은 Lsjbot을 제작한 스웨덴의 물리학자, 언어학자, 교과서 저자, 대학 교수이다. Lsjbot을 스웨덴어 위키백과를 위해 처음으로 제작하였다.

## 삶과 행적
스베르케르 요한손은 1979년부터 1982년까지 룬드 대학교에서 기술 물리학을 공부하였다. 1982년에 예테보리 대학교로 옮겨 1984년 경영학 학사로 졸업하였다. 
그는 Eksjö에서 기본 병역을 수행했고, 실험뿐만 아니라 SPS(Super Proton Synchrotron) 및 LEP(Large Electron-Positron Storage Ring)에서 입자 물리학 및 입자 가속에 대한 연구에 참여했다.
만네 시그반 연구소의 지원을 받아 1990년 11월부터 1992년 6월까지 중성미자 천문학 연구 부문을 연구를 수행했다.
1992년, 옌셰핑으로 이사한 후 그는 언어학에 전념했다. 2005년에 출판된 그의 저서 언어의 기원, 가설에 대한 제약, 언어 및 커뮤니케이션 연구의 수렴 증거는 언어학 저널과 미국 과학자가 검토하였다.
2007년부터 2012년까지 스베르케르 요한손은 영국 남부의 치체스터에 있는 대학교의 프로젝트 관리자를 맡았다. 2009년부터 2013년 5월까지 그는 옌셰핑에 있는 대학에서 프로젝트 관리자로 임명됐고, 그곳에서 아내를 만나게 된다.
2012년에 석사 언어학 연구를 마감하고 "네안데르탈인 언어에 대한 에세이"에서 네안데르탈인이 언어를 사용했었다는 이론을 발표한다.